# 前27世纪
| 千纪： | 前4千纪 \| 前3千纪 \| 前2千纪 |
| 世纪： | 前30世纪 \| 前29世纪 \| 前28世纪 \| 前27世纪 \| 前26世纪 \| 前25世纪 \| 前24世纪                                                         |
| 年代： | 前2690年代 \| 前2680年代 \| 前2670年代 \| 前2660年代 \| 前2650年代 \| 前2640年代 \| 前2630年代 \| 前2620年代 \| 前2610年代 \| 前2600年代 |

前2700年至前2600年的这一段期间被称为前27世纪。

## 重要事件、发展与成就
- 科学技术
  - 古埃及人發展出一套含22個單音的象形文字來表達他們語言的子音。

- 战争与政治
  - 傳說黃河流域之有熊部落首領軒轅(黃帝)先後擊敗神農部落和九黎部落。各部落組成華夏部落聯盟，軒轅黄帝被推為盟主。中國之五帝時代開始。(約前2698)
  - 恩美巴拉格西任基什國王。在位期間蘇美爾諸城邦聯合組成蘇美爾城邦聯盟 ，以尼普爾為其宗教中心(故又稱尼普爾聯盟)，恩美巴拉格西成為第一任盟主。此後聯盟之盟主遂多沿襲傳統，取號為「基什之王」。(約前2615年)
  - 埃及第三王朝开始（-约前2613年），创立者、法老乔塞尔统治时期，中央集权加强，曾对西奈半岛进行军事征服；经济发展迅速，建成最早的阶梯金字塔。埃及历史进入了统一的古王国时期（第三王朝至第六王朝，—约前2181年）。
  - 埃及第四王朝建立。本朝期間國王權力達於極盛， 開始自稱為太陽神賴(Re)之子。賴被奉為全國最高神。埃及形成由太子兼任宰相的慣例。(約前2613年)

- 公元前27世纪的天灾人祸

- 文化娱乐
  - 两河流域英雄史诗吉尔迦美什成型。

- 疾病与医学

- 环境与自然资源